# Ho-Chi-Minh-Mausoleum

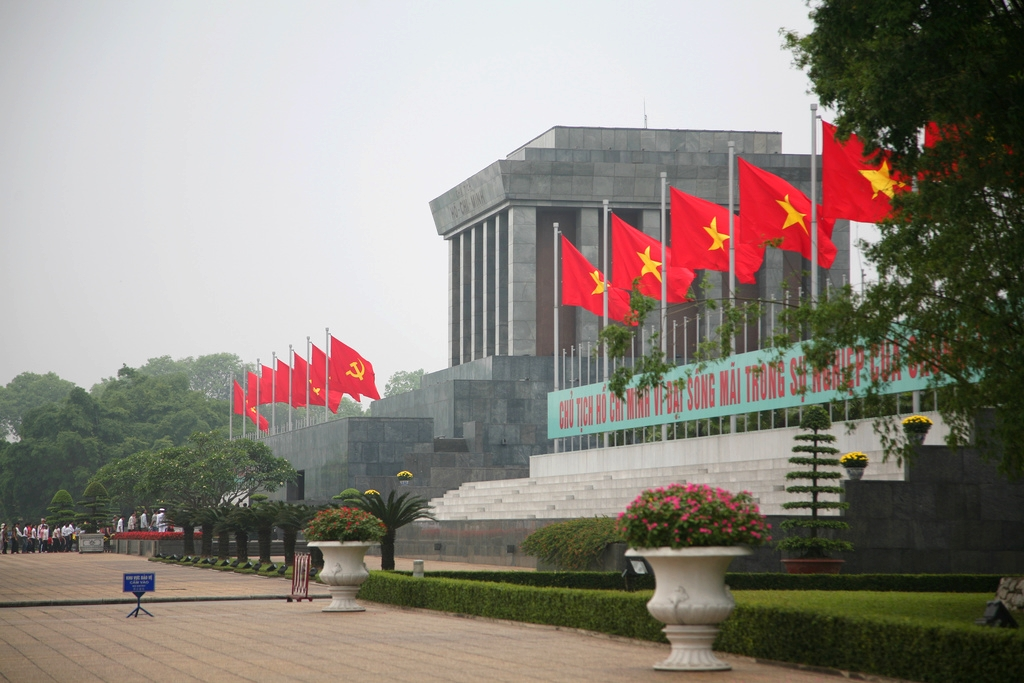
Ho-Chi-Minh-Mausoleum (Chủ tịch Hồ Chí Minh vĩ đại sống mãi trong sự nghiệp của chúng ta – Der große Präsident Ho Chi Minh lebt in unserer Sache für immer) – Aufschrift des Banners

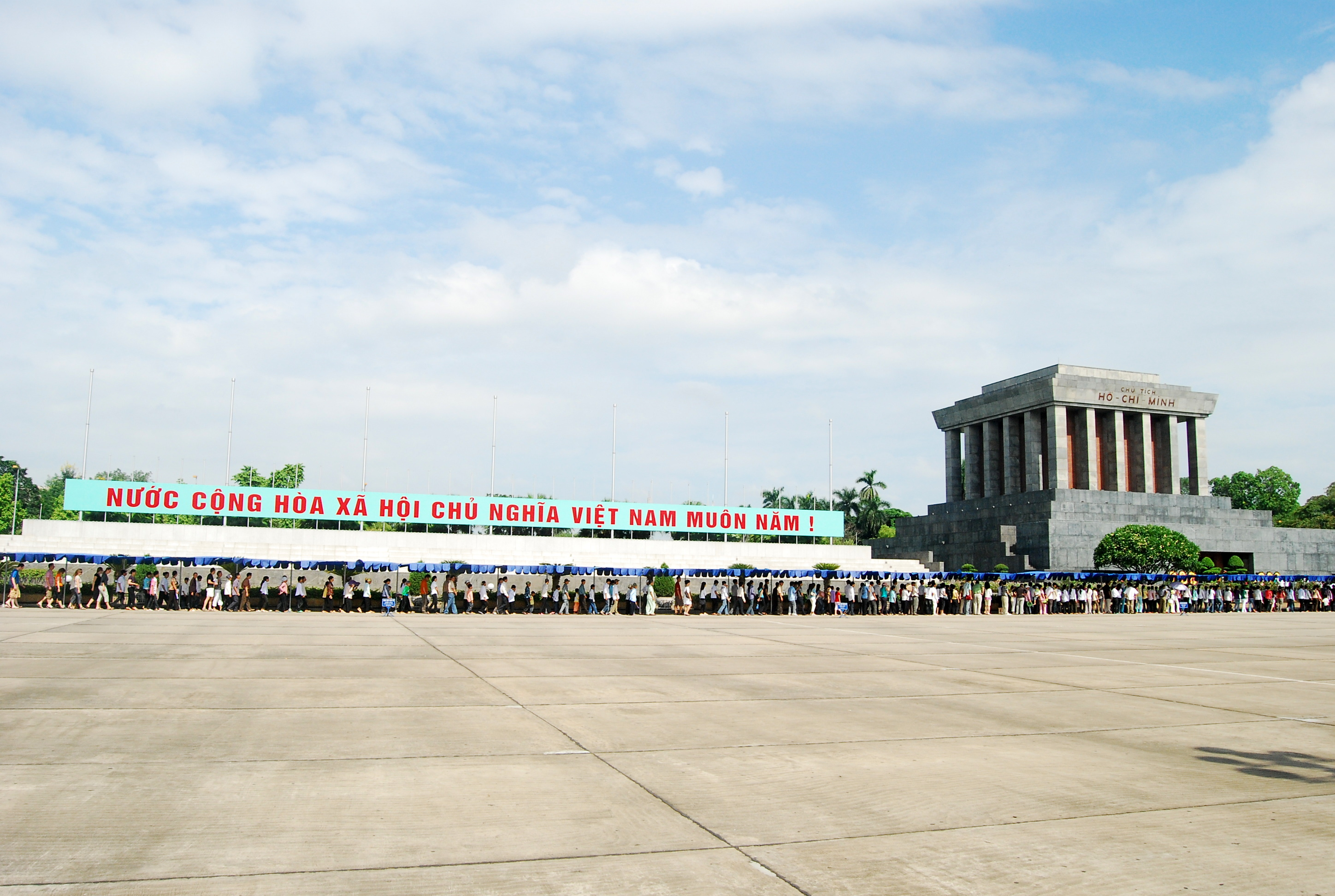
Besucher in der Warteschlange (Nước Cộng hòa xã hội chủ nghĩa Việt Nam muôn năm! – Es lebe die Sozialistische Republik Vietnam! – Aufschrift des Banners)

Das Ho-Chi-Minh-Mausoleum (vietnamesisch Lăng Chủ tịch Hồ Chí Minh) ist eine große Gedenkstätte in Hanoi, Vietnam, die dem ehemaligen vietnamesischen Staatsführer Hồ Chí Minh gewidmet ist. Das Mausoleum wurde im Stil des Lenin-Mausoleums in Moskau gebaut und 1975 fertiggestellt.
Hồ Chí Minh (1890–1969), auch bekannt als Bác Hồ (伯胡, „Onkel Ho“), war der Gründer und Führer der Kommunistischen Partei Vietnams und spielte eine entscheidende Rolle im Kampf Vietnams um die Unabhängigkeit von der Kolonialherrschaft. Er diente von 1945 bis zu seinem Tod 1969 als Präsident von Nordvietnam.
Der einbalsamierte Leichnam von Ho Chi Minh wird in einer Glasvitrine in der zentralen Halle des Mausoleums aufbewahrt, und die Besucher können am Leichnam vorbeigehen und ihm die letzte Ehre erweisen. Das Mausoleum ist eine beliebte Touristenattraktion in Hanoi, die jedes Jahr Tausende von Besuchern anlockt.
Besucher des Mausoleums müssen sich an eine strenge Kleiderordnung und Verhaltensregeln halten, und das Fotografieren ist im Inneren des Mausoleums streng verboten. Es wird empfohlen, sich vor dem Besuch des Mausoleums über dessen Öffnungszeiten und Regeln zu informieren.